# Ecos de México
Ecos de México, capricho de concierto es una pieza para piano solo del compositor mexicano Julio Ituarte. Fue compuesta alrededor de 1880. La pieza es virtuosa, y se caracteriza por el uso de material temático de música del folclor mexicano, incluidas Las Mañanitas.

## Contexto histórico
Julio Ituarte, además de uno de los grandes virtuosos del piano en México en el siglo XIX, fue uno de los precursores del nacionalismo musical. Manuel M. Ponce lo consideró una influencia para el nacionalismo musical.
Ecos de México, capricho de concierto, fue compuesto por Ituarte alrededor de 1880, y es su pieza nacionalista por excelencia. Para componerlo, Ituarte utilizó una serie de sones típicos, y les hizo arreglos virtuosos al estilo de Liszt.
Más adelante, en 1887, Ituarte compuso la zarzuela, Sustos y gustos, la cual también incluye temas nacionales, siendo una de las primeras zarzuelas mexicanas en realizar este tipo de arreglos. Sin embargo, Ecos de México, se convirtió en su pieza más popular e interpretada. A finales del siglo XIX también surgió una versión para banda, la cual era parte del repertorio regular de las agrupaciones musicales.

## Descripción de la obra
Ecos de México es una pieza virtuosa de concierto, en forma de popurrí, en el que Ituarte retoma melodías populares y sones con un estilo virtuoso y efectista, que recuerda el piano romántico de Franz Liszt.
La pieza comienza con una introducción virtuosa, que imita a Liszt o a Thalberg, seguidas de un tema que proviene de un jarabe. También retoma Las mañanitas y El murciélago. El final es complejo, pues crea un contrapunto entre Las mañanitas junto con El butaquito. El final se asemeja a las paráfrasis románticas.

## Discografía
- Ecos de México. Música para piano del siglo XIX. Silvia Navarrete, piano. Prodisc, 2000.[4]
- Latin American Piano, Vol. 1 - Mexico. Cyprien Katsaris, piano. Urtext, 2000.[5]